# Elecciones regionales de Madre de Dios de 2006
Las elecciones regionales de Madre de Dios de 2006 se llevaron a cabo el 19 de noviembre de 2006 para elegir al presidente regional, al vicepresidente regional y al Consejo Regional para el periodo 2007-2011. La elección se celebró simultáneamente con elecciones regionales y municipales (provinciales y distritales) en todo el Perú.

## Sistema electoral
El Gobierno Regional de Madre de Dios es el órgano administrativo y de gobierno del departamento de Madre de Dios. Está compuesto por el presidente regional, el vicepresidente regional y el Consejo Regional.
La votación del presidente, vicepresidente y consejo regional se realiza en base al sufragio universal, que comprende a todos los ciudadanos nacionales mayores de dieciocho años, empadronados y residentes en el departamento de Madre de Dios y en pleno goce de sus derechos políticos.
El Consejo Regional de Madre de Dios está compuesto por 7 consejeros elegidos por sufragio directo para un período de cuatro (4) años, en forma conjunta con la elección del presidente regional. La votación es por lista cerrada y bloqueada. Se asigna a la lista ganadora los escaños según el método d'Hondt o la mitad más uno, lo que más le favorezca.

## Composición del Consejo Regional de Madre de Dios
La siguiente tabla muestra la composición del Consejo Regional de Madre de Dios antes de las elecciones.
| Partidos | Partidos                   | Consejeros |
| -------- | -------------------------- | ---------- |
|          | Movimiento Nueva Izquierda | 5          |
|          | Partido Aprista Peruano    | 1          |
|          | Selva Sur                  | 1          |

## Partidos y candidatos
A continuación se muestra una lista de los principales partidos y alianzas electorales que participaron en las elecciones:
| Candidatura | Candidatura | Partidos y alianzas                                                   | Candidatos | Candidatos                  | Ideología                                        | Resultado previo | Resultado previo | Ref. |
| Candidatura | Candidatura | Partidos y alianzas                                                   | Candidatos | Candidatos                  | Ideología                                        | Votos (%)        | Con.             | Ref. |
| ----------- | ----------- | --------------------------------------------------------------------- | ---------- | --------------------------- | ------------------------------------------------ | ---------------- | ---------------- | ---- |
|             | APRA        | Lista - Partido Aprista Peruano (APRA)                                |            | Ricardo Estrada Tuesta      | Aprismo                                          | 19.60%           | 1                |      |
|             | AP          | Lista - Acción Popular (AP)                                           |            | Rafael Ríos López           | Humanismo Nacionalismo cívico Reformismo         | 11.48%           | 0                |      |
|             | UPP         | Lista - Unión por el Perú (UPP)                                       |            | Felipe Pacuri Flores        | Nacionalismo de izquierda Socialdemocracia       | Nuevo            | Nuevo            |      |
|             | PP          | Lista - Perú Posible (PP)                                             |            | Oswaldo Rosales Cajacuri    | Socioliberalismo Democracia liberal Tercera vía  | Nuevo            | Nuevo            |      |
|             | PS          | Lista - Partido Socialista (PS)                                       |            | Claricsa Guerra Sandoval    | Mariateguismo Progresismo Socialdemocracia       | Nuevo            | Nuevo            |      |
|             | PNP         | Lista - Partido Nacionalista Peruano (PNP)                            |            | Gilbert Galindo Maytahuari  | Socialismo democrático Nacionalismo de izquierda | Nuevo            | Nuevo            |      |
|             | OSO         | Lista - Movimiento Independiente Obras Siempre Obras (OSO)            |            | Santos Kaway Komori         | Regionalismo madrediosense                       | Nuevo            | Nuevo            |      |
|             | RED         | Lista - Renovación para el Desarrollo (RED)                           |            | Miguel Díaz Saavedra        | Regionalismo madrediosense                       | Nuevo            | Nuevo            |      |
|             | Mineros     | Lista - Movimiento Regional de Madre de Dios Mineros Unidos (Mineros) |            | Amado Romero Rodríguez      | Regionalismo madrediosense                       | Nuevo            | Nuevo            |      |
|             | UMD         | Lista - Unidos por Madre de Dios (UMD)                                |            | Guillermo Gutiérrez Pariona | Regionalismo madrediosense                       | Nuevo            | Nuevo            |      |

## Resultados

### Sumario general
|                        |                                                               |              |              |              |            |            |  |  |
| Partidos y coaliciones | Partidos y coaliciones                                        | Voto popular | Voto popular | Voto popular | Consejeros | Consejeros |  |  |
| Partidos y coaliciones | Partidos y coaliciones                                        | Votos        | %            | ±pp          | Total      | +/−        |  |  |
|                        | Movimiento Independiente Obras Siempre Obras (OSO)            | 13,040       | 33.49        | Nuevo        | 5          | +5         |  |  |
|                        | Partido Nacionalista Peruano (PNP)                            | 5,985        | 15.37        | Nuevo        | 1          | +1         |  |  |
|                        | Acción Popular (AP)                                           | 4,337        | 11.14        | –0.34        | 1          | +1         |  |  |
|                        | Partido Aprista Peruano (APRA)                                | 3,575        | 9.18         | –10.42       | 0          | –1         |  |  |
|                        | Unión por el Perú (UPP)                                       | 3,276        | 8.41         | Nuevo        | 0          | ±0         |  |  |
|                        | Partido Socialista (PS)                                       | 2,730        | 7.01         | Nuevo        | 0          | ±0         |  |  |
|                        | Movimiento Regional de Madre de Dios Mineros Unidos (Mineros) | 2,351        | 6.04         | Nuevo        | 0          | ±0         |  |  |
|                        | Renovación para el Desarrollo (RED)                           | 1,504        | 3.86         | Nuevo        | 0          | ±0         |  |  |
|                        | Perú Posible (PP)                                             | 1,184        | 3.04         | Nuevo        | 0          | ±0         |  |  |
|                        | Unidos por Madre de Dios (UMD)                                | 959          | 2.46         | Nuevo        | 0          | ±0         |  |  |
|                        |                                                               |              |              |              |            |            |  |  |
| Total                  | Total                                                         | 38,941       |              |              | 7          | ±0         |  |  |
|                        |                                                               |              |              |              |            |            |  |  |
| Votos válidos          | Votos válidos                                                 | 38,941       | 90.02        | –1.74        |            |            |  |  |
| Votos en blanco        | Votos en blanco                                               | 1,563        | 3.61         | +0.75        |            |            |  |  |
| Votos nulos            | Votos nulos                                                   | 2,755        | 6.37         | +0.99        |            |            |  |  |
| Votos emitidos         | Votos emitidos                                                | 43,259       | 83.72        | +8.01        |            |            |  |  |
| Abstenciones           | Abstenciones                                                  | 8,413        | 16.28        | –8.01        |            |            |  |  |
| Votantes registrados   | Votantes registrados                                          | 51,672       |              |              |            |            |  |  |
|                        |                                                               |              |              |              |            |            |  |  |
| Fuente:                |                                                               |              |              |              |            |            |  |  |

### Autoridades electas
| Cargo                                    | Autoridad electa | Autoridad electa          | Partido político | Partido político                             |
| ---------------------------------------- | ---------------- | ------------------------- | ---------------- | -------------------------------------------- |
| Presidente Regional de Madre de Dios     |                  | Santos Kaway Komori       |                  | Movimiento Independiente Obras Siempre Obras |
| Vicepresidente Regional de Madre de Dios |                  | Ángel Trigoso Vásquez     |                  | Movimiento Independiente Obras Siempre Obras |
| Consejero Regional de Madre de Dios      |                  | Emerson Bocanegra Pérez   |                  | Movimiento Independiente Obras Siempre Obras |
| Consejero Regional de Madre de Dios      |                  | Manuel Herrera Mendoza    |                  | Movimiento Independiente Obras Siempre Obras |
| Consejero Regional de Madre de Dios      |                  | Josimar Anco Gonzáles     |                  | Movimiento Independiente Obras Siempre Obras |
| Consejero Regional de Madre de Dios      |                  | Germán Ramírez Martínez   |                  | Movimiento Independiente Obras Siempre Obras |
| Consejera Regional de Madre de Dios      |                  | Silvia Huaranga Olórtegui |                  | Movimiento Independiente Obras Siempre Obras |
| Consejero Regional de Madre de Dios      |                  | Jorge Medina Salazar      |                  | Partido Nacionalista Peruano                 |
| Consejero Regional de Madre de Dios      |                  | Luis Bocanegra Dávila     |                  | Acción Popular                               |